# CD46
CD46 (cluster of differentiation 46) は、MCP(Membrane Cofactor Protein)としても知られる。CD46は、補体制御タンパク質である。 

## 遺伝子
CD46の遺伝子は、補体系の構造成分をコードする他の遺伝子とともに、染色体 1q 32上のクラスター内にある。

## 機能
CD46のタンパク質は、補体の反応を阻止する。
CD46のタンパク質は、補体成分C3bおよびC4bと結合し、I 因子（serine protease factor I、セリンプロテアーゼ第I因子）の補因子として働き、C3bとC4bを分解する。CD46は、この活性により、宿主細胞を補体による損傷から保護する。C3bとC4bはどちらも重要な補体を活性化するフラグメントである。CD46は赤血球を除くほぼすべての細胞で発現されている。
CD46の遺伝子の変異は、流産、糸球体腎炎、aHUS（非定型溶血性尿毒症症候群）に関与している可能性がある。

## 臨床的意義
CD46は、少なくとも11種類の病原体の受容体である。麻疹ウイルス ヒトヘルペスウイルス-6 (HHV-6)、アデノウイルスの(BとD), および病原性ナイセリア属（淋菌）の IV 型線毛の受容体となる。
CD46 は膜貫通領域を１か所含むⅠ型の膜タンパク質である。 